# 近藤雅子
近藤 雅子（こんどう まさこ、1941年3月27日 - ）は、日本の元女子バレーボール選手。1964年東京オリンピック女子金メダリスト。

## 来歴
福岡県出身。東京オリンピック代表12名のうち、10名は日紡貝塚の選手。近藤は倉紡倉敷から唯一人、選出された。メンバー選考会では巧妙なライト打ちができること、ブロックがうまいことが評価されてメンバー入りが決定した。

## 球歴
- 所属チーム履歴

八女津女子高校 → 倉紡倉敷
- 全日本代表としての主な国際大会出場歴
  - オリンピック - 1964年
- インドネシアアジア大会 - 1967年